# Dovbouch T10
Le Dovbouch T10 (en ukrainien : Довбуш Т10) est un drone militaire ukrainien à voilure fixe, entré en service en 2022 dans les forces armées ukrainiennes. Polyvalent, il peut effectuer des missions de reconnaissance aérienne ou d'attaque au sol.

## Historique
Le projet du drone Dovbouch a été conçu en 2022, au début de la guerre russo-ukrainienne, par un groupe de passionnés ukrainiens. Le projet a été soutenu par Volodymyr Iatsenko, le cofondateur de la banque ukrainienne Monobank,,, qui a joué un rôle central dans le développement du Dovbouch T10. Son projet était de fabriquer un drone aérien (UAV) bon marché pour offrir aux forces armées ukrainiennes un drone adapté aux missions de combat, analogue aux modèles achetés à l’étranger mais moins cher, afin de saturer la défense antiaérienne et les mesures de guerre électronique de l’ennemi. Selon Iatsenko, il y a eu un cas où l’un des drones remis à l’armée ukrainienne n’a pas pu être abattu par l’ennemi pendant dix jours. Donc, pour le détruire, les Russes ont utilisé un missile Bouk. Autrement dit, ils ont dépensé 200 000 $ contre un modèle d’UAV de base qui coûte 5 000 $.
Le financement et l'assistance organisationnelle fournis par Volodymyr Iatsenko ont contribué à la mise en œuvre rapide du projet et à l'obtention des résultats souhaités. À la fin de l’année 2022, les développeurs ont fabriqué et testé les premiers prototypes du nouveau drone, qui a été désigné Dovbouch T10. Les tests et la mise au point n'ont pas pris beaucoup de temps. La production en série a commencé en décembre 2022,,, au rythme de plus de dix unités par jour, selon Sundries News. Fait remarquable, ces drones sont fournis gratuitement aux forces armées ukrainiennes,, ce qui illustre le dévouement des citoyens ukrainiens à soutenir l’effort de guerre sans aggraver les charges budgétaires. En avril 2023, Iatsenko a investi 8 millions de dollars dans la production de ces drones, accélérant leur déploiement sur le terrain.

## Conception
Le Dovbouch T10 est un drone de type avion miniature. Il a un fuselage court et profilé. Un mince tube, jouant la fonction de poutre de queue, est fixé à l'arrière du fuselage. L'empennage en V est situé à l'extrémité de cette poutre de queue. L'appareil a une aile haute, avec une flèche minimale. Dans la partie arrière du fuselage, au niveau du bord de fuite de l'aile, un moteur électrique à hélice propulsive est implanté sur un pylône. Il est alimenté par une batterie de capacité inconnue. Les dimensions et le poids exacts du Dovbouch sont inconnus. Des sources ouvertes mentionnent une envergure de plus de 4,6 m. Selon d’autres sources, l’envergure est de 4,5 m. La longueur de l'appareil est probablement comprise entre 3 et 4 m. On peut supposer que la masse au décollage est d'au moins 20 kg. Le drone ne doit pas atteindre une vitesse supérieure à 200-250 km/h. La portée de vol n'est pas précisée. Le rayon d'action au combat est limité par l'équipement de contrôle utilisé et ne dépasse donc pas 40 km,,,, voire 35 km selon d’autres sources,.
Le drone utilise à la fois un système de navigation inertielle et un système GPS/GLONASS,,, ce qui lui permet de fonctionner même dans des conditions de brouillage des signaux GPS. La charge utile peut atteindre 12 kg. Le Dovbouch T10 est équipé d’une caméra thermique et d’appareils d’imagerie thermique, et de capteurs optiques et infrarouges de haute précision. Selon le portail Army Recognition, il est doté d'un logiciel basé sur l'intelligence artificielle. Un système de communication sécurisé à longue portée lui permet de transmettre en temps réel des données et des vidéos aux opérateurs au sol.
Il est conçu pour être résistant aux contre-mesures de guerre électronique (EW) et aux systèmes de défense aérienne ennemis,,. Son moteur électrique peu bruyant, à faible signature acoustique, combiné à l’utilisation de matériaux « furtifs », rend sa détection en vol plus difficile pour l’ennemi,. En dépit de son envergure imposante, sa conception furtive et son faible niveau bruit en vol en font une plate-forme idéale pour les missions de reconnaissance et d’attaque dans des zones fortement surveillées. Les antennes externes et les capteurs pour la communication et la navigation sont habilement intégrés dans la conception pour minimiser la traînée aérodynamique.
Le Dovbouch T10 a été conçu comme une plate-forme aérienne polyvalente, capable de transporter diverses charges utiles. Lors de son apparition, il ne pouvait effectuer que des missions de reconnaissance,, tactique et pour le réglage des tirs d’artillerie. À cet effet, il a été doté d’équipements optiques-électroniques et de moyens de transmission de signaux vidéo. Début 2023, il est devenu possible d’y accrocher des munitions air-surface, le transformant en drone d’attaque capable d’engager directement des cibles,. Il a été proposé de placer sous les ailes 10 supports pour le largage de munitions de faible masse pesant jusqu’à 5 kg. Dans cette configuration, la charge utile offensive atteint 12 kg,. Dans le matériel promotionnel, le Dovbouch T10 a été présenté avec une douzaine de « bombes aériennes » basées sur le lance-grenades RPG-7V.
Plus récemment, une vidéo diffusée sur les réseaux sociaux montrait un drone Dovbouch T10 servant de « vaisseau-mère » porteur d’autres drones,. Dans la vidéo du test réalisé sur le terrain, un drone Dovbouch T10 transporte deux drones d'attaque kamikazes quadricoptères, un sous chaque aile,,, mais il a été indiqué que le T10 peut transporter jusqu’à six drones FPV, (vue à la première personne). Selon le site spécialisé The War Zone, ces drones sont stockés à l'envers via leur charge explosive et se retournent une fois lâchés par le vaisseau-mère. Dans cette configuration, le Dovbush T10 peut être utilisé par les opérateurs comme un centre de commande et de relais pour contrôler les drones kamikazes et viser une cible. Ce système permet d’augmenter considérablement la portée de ces petits drones d'attaque, qui peuvent ainsi frapper des cibles plus éloignées du front.
La prochaine étape du développement du Dovbouch T10 consistera à l’armer de ses propres munitions et aussi d’étendre sa portée opérationnelle, avec l’objectif ambitieux d’étendre celle-ci à 1000 kilomètres.